# Primarias del Partido Republicano de 2012 en Georgia
Las Primarias del Partido Republicano de 2012 en Georgia se hicieron el 6 de marzo de 2012 en el llamado Supermartes. Las Primarias del Partido Republicano fueron unas Primarias, con 76 delegados para elegir al candidato del partido Republicano para las elecciones presidenciales de Estados Unidos de 2012.  En el estado de Georgia estaban en disputa 76 delegados.

## Elecciones

### Resultados
| Primarias Republicanas de Georgia de 2012 | Primarias Republicanas de Georgia de 2012 | Primarias Republicanas de Georgia de 2012 | Primarias Republicanas de Georgia de 2012 |
| Candidato                                 | Votos                                     | Porcentaje                                | Delegados nacionales                      |
| ----------------------------------------- | ----------------------------------------- | ----------------------------------------- | ----------------------------------------- |
| Newt Gingrich                             | 425,395                                   | 47.2%                                     | 54                                        |
| Mitt Romney                               | 233,611                                   | 25.9%                                     | 19                                        |
| Rick Santorum                             | 176,259                                   | 19.6%                                     | 3                                         |
| Ron Paul                                  | 59,100                                    | 6.6%                                      | 0                                         |
| Jon Huntsman Jr.                          | 1,813                                     | 0.2%                                      | 0                                         |
| Michele Bachmann                          | 1,714                                     | 0.2%                                      | 0                                         |
| Rick Perry                                | 1,696                                     | 0.2%                                      | 0                                         |
| Buddy Roemer                              | 1,142                                     | 0.13%                                     | 0                                         |
| Gary Johnson                              | 740                                       | 0.08%                                     | 0                                         |
| Undecided or Other                        |                                           |                                           | 0                                         |
| Total                                     | 901,470                                   | 100.0%                                    | 76                                        |

| Clave: | Se retiró antes de la contienda |